# Джерім Річардс
Джерім Річардс (англ. Jereem Richards, нар. 13 січня 1994) — тринідадський легкоатлет, який спеціалізується в бігу на короткі дистанції.

## Спортивні досягнення
Фіналіст Олімпійських ігор у бігу на 200 метрів та в естафетному бігу 4×400 метрів. У обох дисциплінах посів 8-е місце.
Чемпіон світу з естафетного бігу 4×400 метрів (2017).
Бронзовий призер чемпіонату світу у бігу на 200 метрів (2017).
Чемпіон світу в приміщенні у бігу на 400 метрів (2022).
Бронзовий призер чемпіонату світу в приміщенні в естафетному бігу 4×400 метрів (2012).
Переможець Світових естафет в естафетному бігу 4×400 метрів (2019).
Бронзовий призер чемпіонату світу серед юніорів в естафетному бігу 4×400 метрів (2012).
Срібний (біг на 200 метрів) та бронзовий (естафетний біг 4×400 метрів) призер Панамериканських ігор (2019).
Дворазовий чемпіон Ігор Співдружності у бігу на 200 метрів (2018, 2022).
Чемпіон Ігор Співдружності в естафетному бігу 4×400 метрів (2022).
Багаторазовий чемпіон країни у спринтерських та естафетних дисциплінах.
Рекордсмен Тринідада і Тобаго в естафетному бігу 4×400 метрів (просто неба та в приміщенні).
Рекордсмен Тринідада і Тобаго в приміщенні у бігу на 200 та 400 метрів.